# Đường tròn nội tiếp và bàng tiếp

Một tam giác với đường tròn nội tiếp có tâm I, các đường tròn bàng tiếp có các tâm (J_{A},J_{B},J_{C}), các phân giác trong và phân giác ngoài.

Trong hình học, đường tròn nội tiếp của một tam giác là đường tròn lớn nhất nằm trong tam giác; nó tiếp xúc với cả ba cạnh của tam giác. Tâm của đường tròn nội tiếp là giao điểm của ba đường phân giác trong.
Một đường tròn bàng tiếp của tam giác là một đường tròn nằm ngoài tam giác, tiếp xúc với một cạnh của tam giác và với phần kéo dài của hai cạnh còn lại. Mọi tam giác đều có 3 đường tròn bàng tiếp phân biệt, mỗi cái tiếp xúc với một cạnh. Tâm của một đường tròn bàng tiếp là giao điểm của đường phân giác trong của một góc với các đường phân giác ngoài của hai góc còn lại.

## Công thức bán kính
Xét tam giác ABC có độ dài các cạnh đối diện 3 góc A, B, C là a, b, c, diện tích S; r, ra, rb, rc là bán kính đường tròn nội tiếp và các đường tròn bàng tiếp ứng với các cạnh a, b, c. Đặt {\displaystyle p={\frac {a+b+c}{2}}}.
Khi đó ta có một số hệ thức cơ bản: 
{\displaystyle {\begin{aligned}r={\frac {2S}{a+b+c}}={\frac {S}{p}}=(p-a)\tan {\frac {A}{2}}=(p-b)\tan {\frac {B}{2}}=(p-c)\tan {\frac {C}{2}}={\sqrt {\frac {(p-a)(p-b)(p-c)}{p}}}\end{aligned}}}
{\displaystyle {\begin{aligned}r_{a}={\frac {2S}{b+c-a}}={\frac {S}{p-a}}=p.\tan {\frac {A}{2}}\end{aligned}}}
{\displaystyle {\begin{aligned}r_{b}={\frac {2S}{c+a-b}}={\frac {S}{p-b}}=p.\tan {\frac {B}{2}}\end{aligned}}}
{\displaystyle {\begin{aligned}r_{c}={\frac {2S}{a+b-c}}={\frac {S}{p-c}}=p.\tan {\frac {C}{2}}\end{aligned}}}

## Một số tính chất của các tâm
- Tâm của bốn đường tròn này cách đều các cạnh của tam giác
- Đường tròn nội tiếp và các đường tròn bàng tiếp đều tiếp xúc với đường tròn chín điểm. Tiếp điểm của đường tròn nội tiếp với đường tròn chín điểm gọi là điểm Feuerbach.
- Các tâm của đường tròn nội tiếp và các đường tròn bàng tiếp lập thành một hệ thống trực giao có đường tròn chín điểm chính là đường tròn ngoại tiếp của tam giác.
- Cho tam giác ABC, đường tròn nội tiếp tiếp xúc với ba cạnh tam giác tại ba điểm A', B', C' khi đó ba đường thẳng AA', BB'. CC' đồng quy. Điểm này gọi là điểm Gergonne của tam giác[3]
- Cho tam giác ABC, đường tròn bàng tiếp ứng với cạnh BC, CA, AB lần lượt tiếp xúc với các cạnh này tại A', B', C' khi đó ba đường thẳng AA', BB'. CC' đồng quy. Điểm này gọi là điểm Nagel của tam giác ABC.

## Biểu thức tọa độ
Trên mặt phẳng tọa độ Đề-các, nếu một tam giác có 3 đỉnh có tọa độ là {\displaystyle (x_{a},y_{a})}, {\displaystyle (x_{b},y_{b})}, {\displaystyle (x_{c},y_{c})} ứng với độ dài các cạnh đối diện là {\displaystyle a}, {\displaystyle b}, {\displaystyle c} thì tâm đường tròn nội tiếp tam giác đó có tọa độ là:
{\displaystyle {\bigg (}{\frac {ax_{a}+bx_{b}+cx_{c}}{P}},{\frac {ay_{a}+by_{b}+cy_{c}}{P}}{\bigg )}={\frac {a}{P}}(x_{a},y_{a})+{\frac {b}{P}}(x_{b},y_{b})+{\frac {c}{P}}(x_{c},y_{c})}.
ở đó {\displaystyle P=a+b+c}